# شورای کنستانس
شورای کنستانس یکی از شوراهای سراسری مسیحیت بود که در سدهٔ پانزدهم برگزار شد و مورد تأیید کلیسای کاتولیک بود. این شورا بین سال‌های ۱۴۱۴ و ۱۴۱۸ میلادی در اسقف‌نشین کنستانس برگزار شد. مدعیان باقیماندهٔ مقام پاپی را عزل کرد یا استعفایشان را پذیرفت و مارتین پنجم را به این مقام انتخاب کرد و به این ترتیب به دودستگی غرب خاتمه داد.
همچنین شورا یان هوس را به ارتداد محکوم کرد و راه را برای اعدام او باز کرد. ضمناً در پاسخ به درگیری میان دوک‌نشین بزرگ لیتوانی، پادشاهی لهستان و شوالیه‌های توتونی، پیرامون موضوعاتی از قبیل حاکمیت ملی، حقوق پاگان‌ها و خود جنگ تصمیماتی اتخاذ کرد.

## منشأ و زمینه

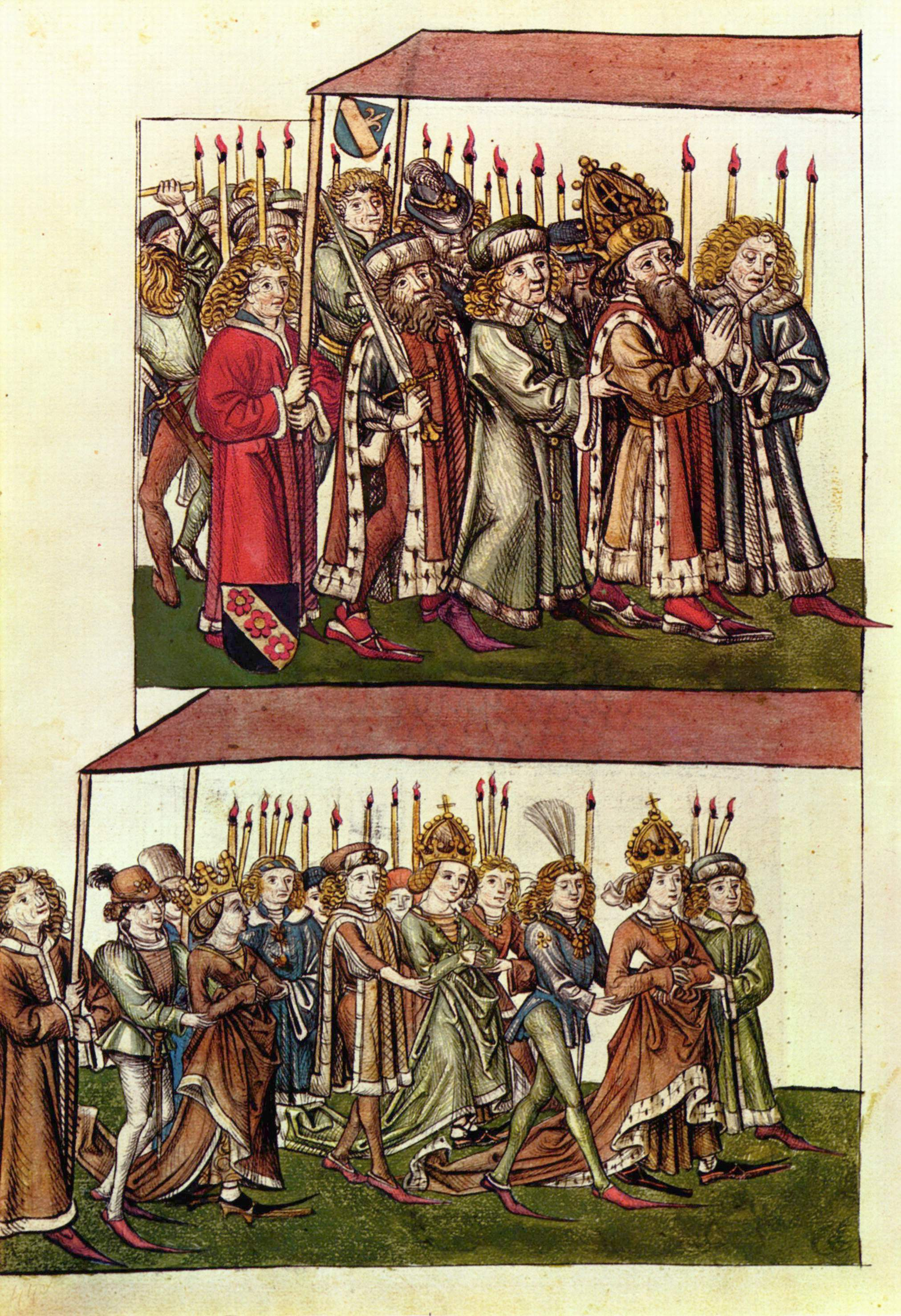
شورای کنستانس

هدف اصی شورا پایان دادن به دودستگی پاپی بود که از سرگردانی پس از انتقال مقر پاپ به آوینیون ناشی شده بود. با بازگشت گریگوری یازدهم به رم در سال ۱۳۷۷ و مرگ او در سال بعد، بر سر جانشینی او اختلاف پدید آمد و پس از انتخاب اوربان ششم، برخی کاردینال‌ها گریختند و پاپ رقیبی در آوینیون انتخاب کردند. پس از سی سال دودستگی، دربارهای رقیب شورای پیسا را تشکیل دادند تا قضیه را با خلع دو پاپ رقیب و انتخاب یک پاپ تازه حل کنند. شورا ادعا کرد در چنین وضعیتی شورایی از اسقفان اقتدار بیشتری نسبت به یک اسقف (حتی اگر اسقف رم باشد) دارد. با این که الکساندر پنجم و جانشینش ژان بیست‌وسوم (دو پادپاپ منتخب) حمایت وسیعی جلب کردند، دودستگی ادامه یافت و به جای دو نفر، سه نفر مدعی مفام پاپی شدند: گریگوری دوازدهم در رم، بندیکت سیزدهم در آوینیون و ژان بیست‌وسوم.
در این شرایط بسیاری از جمله زیگیزموند فشار آوردند تا شورای دیگری برای حل مشکل تشکیل شود. ژان بیست‌وسوم شورا را فراخواند. این شورا از ۱۶ نوامبر ۱۴۱۴ تا ۲۲ آوریل ۱۴۱۸ در کنستانس آلمان برگزار شد. ۲۹ کاردینال، ۱۰۰ متخصص علوم الهی و حقوق، ۱۳۴ راهب بزرگ و ۱۸۳ اسقف و اسقف اعظم در آن شرکت کردند.

## فرمان‌ها

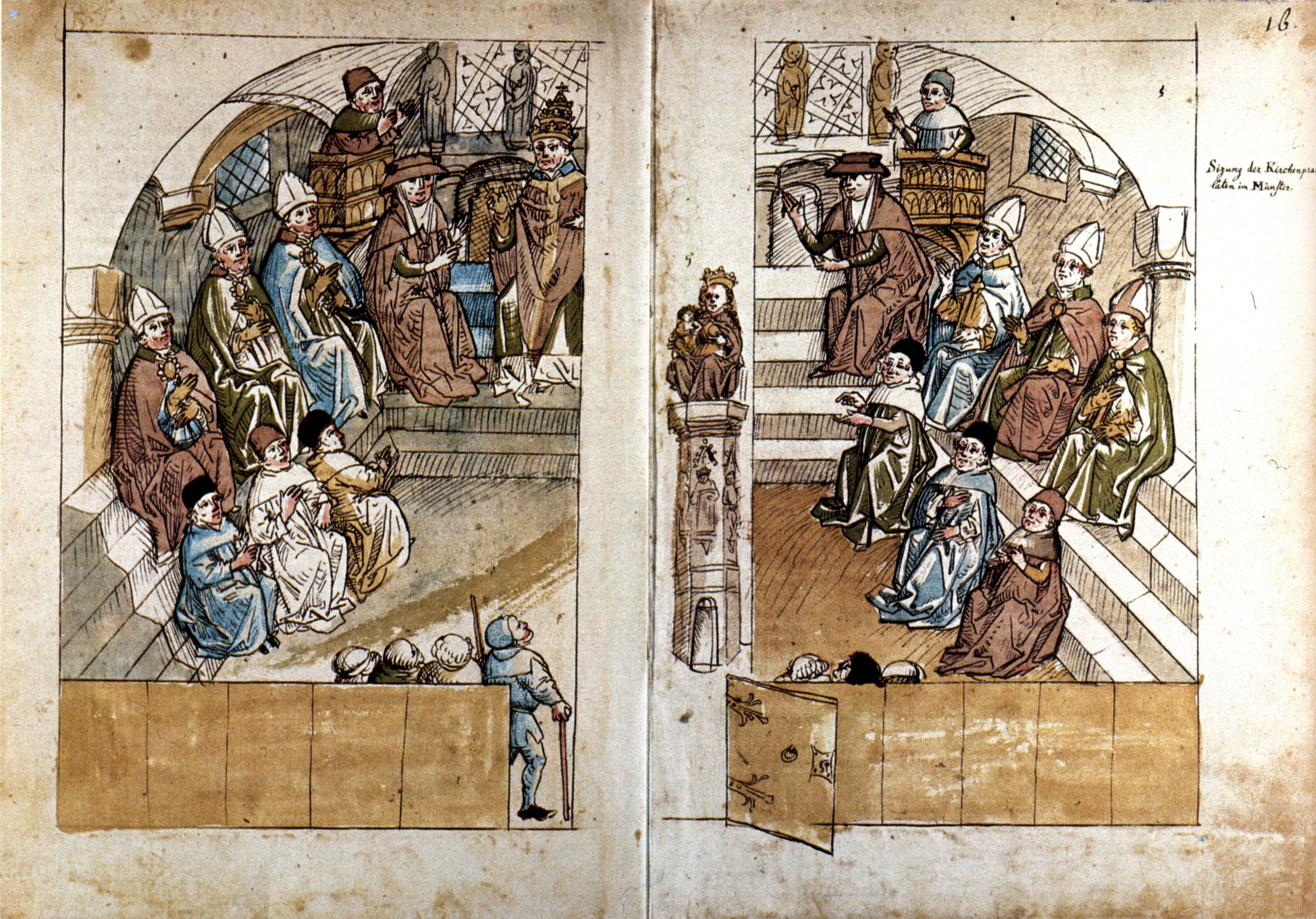
اسقفان در حال مناظره با پاپ در شورای کنستانس

بسیاری از اعضای مجلس جدید موافق استعفای داوطلبانهٔ هر سه مدعی مقام پاپی بودند.
با این که شمار زیادی اسقف ایتالیایی که همراه ژان بیست‌وسوم بودند، از او حمایت می‌کردند، به تدریج به شورا مشکوک شد. تا حدی در واکنش به حملهٔ شدید ناشناسی از سوی یک منبع ایتالیایی، در ۲ مارس ۱۴۱۵ قول استعفا داد. البته در ۲۰ مارس به صورت مخفیانه از شهر گریخت و در شافهاوزن در قلمرو دوستش فریدریش دوک اتریش و تیرول پنهان شد.
فرمان مشهوری در نشست پنجم در ۶ آوریل ۱۴۱۵ به نام هاک سانکتا سینودوس صادر شد که طبق آن، اولویت با قدرت شورا بود و منشأ شورایاری کلیسایی شد. این فرمان نشان خیزش جنبش شورایی اصلاح بود. البته از آن جایی که توسط پاپ گریگوری دوازدهم یا جانشینانش تأیید نشده‌است و در شورایی پیش از پذیرش او به تصویب رسیده‌است، کلیسای کاتولیک آن را معتبر نمی‌داند. کلیسا اعلام کرد نخستین نشست‌های شورا که زیر نظر ژان بیست‌وسوم برگزار شد، نامعتبر و نامشروع بوده‌است.
احکام شورا در سال ۱۴۴۲ در آستانهٔ شورای بازل به اطلاع عموم رسید و در سال ۱۵۰۰ چاپ شد.

## پایان دودستگی غرب
شورای کنستانس توصیه کرد هر سه مدعی پاپی کناره‌گیری کنند و فرد تازه‌ای به جای آنها انتخاب شود. زیگیزموند که در برابر محراب عالی کلیسای جامع کنستانس تاج‌گذاری کرده‌بود، از شورا حمایت کرد. حضور فعال زیگیزموند سایر حاکمان را نیز ترغیب کرد نظرات خود را دربارهٔ انتخاب پاپ ارائه کنند.
گریگوری دوازدهم نمایندگانی با اختیار تام برای فراخوانی، بازگشایی و ادارهٔ شورای سراسری به کنستانس فرستاد. همچنین به آنان اجازه داد استعفای او از مقام پاپی را ارائه کنند. این عمل می‌توانست مسیر پایان دادن به دودستگی غرب را هموار کند.
نمایندگان مورد استقبال پاپ و اسقف‌های منتخب قرار گرفتند و شاه ریاست جلسات را به نمایندگان پاپ یعنی کاردینال دومینیچی و شاهزاده کارلو مالاتستا داد. فرمان پاپی مبنی بر وکالت دومینیچی و مالاتستا در ۴ ژوئیهٔ ۱۴۱۵ قرائت شد و مالاتستا به سرعت، به شورا اطلاع داد حکمی از سوی پاپ گریگوری دوازدهم، اختیار برکناری پاپ را به او داده‌است. سپس از شورا پرسید در همان زمان استعفا را دریافت می‌کنند یا آن را به زمان دیگری موکول می‌کنند. اسقف‌ها به دریافت فوری استعفا رأی دادند. حکم برکناری توسط مالاتستا قرائت شد و نسخهٔ مکتوب آن در اختیار مجمع قرار گرفت.
شورا پاپ سابق را به عنوان اسقف کاردینال پورتو و سانتا روفینا در رتبه‌ای بلافاصله پس از پاپ منصوب کرد. اعضای شورا که از محدود شدن بحث‌های آینده دربارهٔ مسائل مهم کلیسا نگران بودند، انتخاب پاپ تازه را به تعویق انداختند.

## محکومیت یان هوس

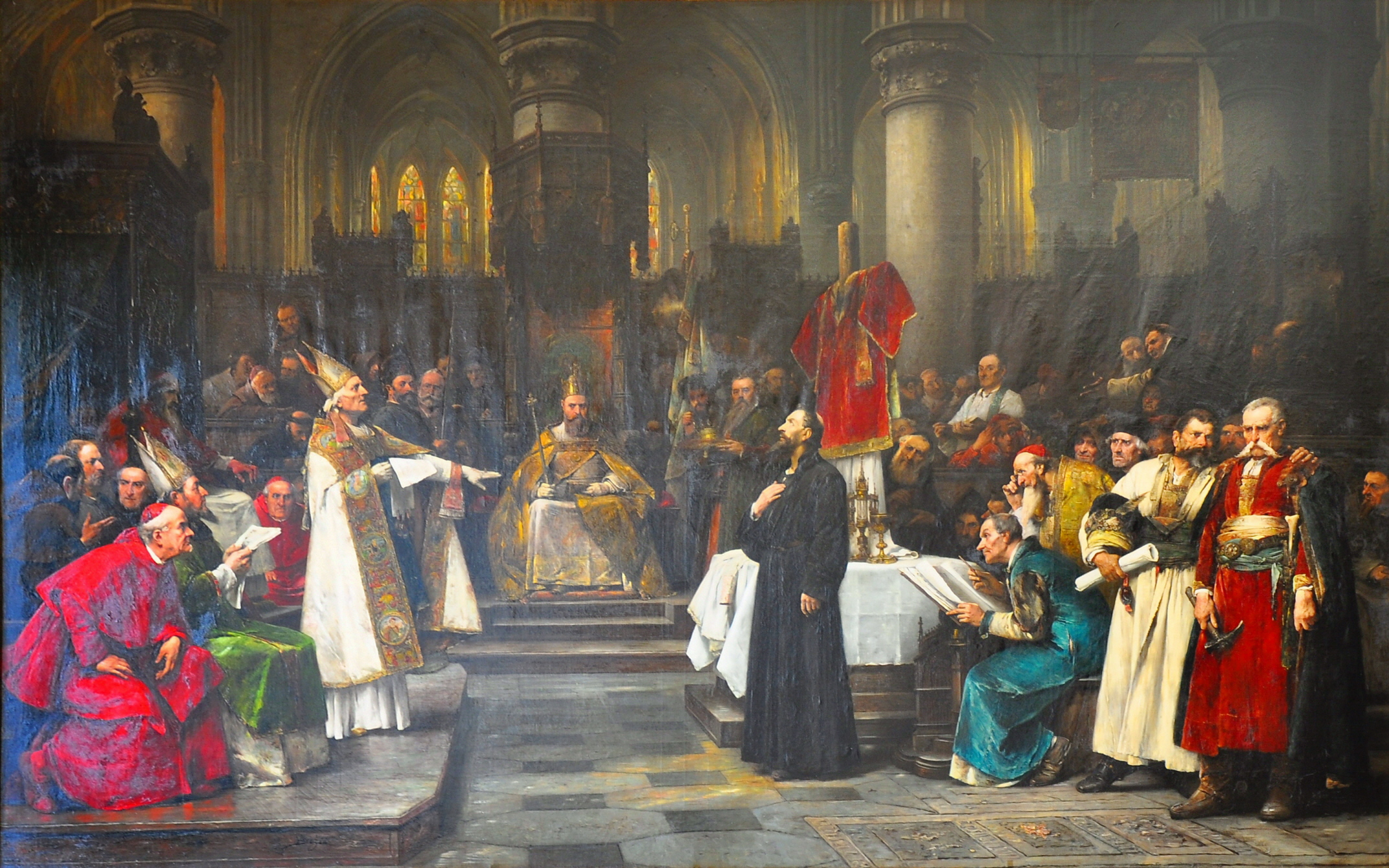
تصویر یان هوس در شورای کنستانس اثر واکلاو بروزیک

هدف دوم شورا ادامهٔ اصلاحاتی بود که در شورای پیسا (۱۴۰۹) آغاز شده‌بود. این اصلاحات بیشتر علیه جان وایکلیف و یان هوس و پیروان آنها بود. وایکلیف در ۴ مه ۱۴۱۵ محکوم شد. یان هوس نیز با امان‌نامه‌ای به کنستانس احضار شد و به جرم ارتداد محاکمه شد. سپس به دادگاه غیر دینی تحویل داده شد و دادگاه او را محکوم به مرگ کرد.
جرونیم پراگی که از هواداران هوس بود، برای کمک به او به کنستانس آمد؛ ولی او نیز به صورت مشابه دستگیر، محاکمه، به جرم ارتداد گناهکار شناخته و توسط دادگاه غیر دینی محکوم به اعدام شد. نمایندگان لهستانی شورای کنستانس به طور عمومی از هوس دفاع کردند.

## نبرد لهستان و لیتوانی با توتونی‌ها
جنگ لهستان-لیتوانی با شهسواران توتونی در سال ۱۴۱۱ با پیمان صلح تورن به پایان رسید. این صلح پایدار نبود و درگیری‌های بعدی برای تعیین مرزهای ژمایتیا درگرفت. تنش‌ها منجر به جنگ گرسنگی در تابستان ۱۴۱۴ شد. قرار شد شورای کنستانس دربارهٔ این نبرد میانجی‌گری کند.
پائولوس ولادیمیری رئیس دانشگاه یاگیلونیا، مدافع لهستان-لیتوانی بود و مشروعیت جنگ صلیبی توتونی را به چالش کشید. او تأکید داشت که تغییر اجباری دین، با آزادی اراده که جزء ضروری تغییر دین واقعی است، ناسازگار است. بنابراین شوالیه‌ها صرفاً می‌توانند در صورت نقض حقوق طبیعی مسیحیان توسط پاگان‌ها جنگی دفاعی راه اندازند. افزون بر این بر محترم بودن حقوق کافران و این که نه پاپ و نه امپراتور مقدس روم اجازهٔ نقض آن را ندارند، تصریح کرد. لیتوانیایی‌ها نیز گروهی از نمایندگان ژمایتیا را برای شهادت علیه جنایات شوالیه‌ها آوردند.
یکی از سرسخت‌ترین دشمنان لهستانی‌ها یوهان فالکنبرگی بود. او در کتابش تأکید کرده‌بود امپراتور حق کشتار کافران حتی صلح‌آمیز را دارد، زیرا آنان پاگان هستند. لهستانی‌ها به دلیل دفاع از کافران سزاوار مرگ هستند و باید حتی شدیدتر از کافران منهدم شوند. باید از حق حاکمیت خود محروم شوند و به سطح برده تنزل یابند. در اثر دیگرش به یوگایلا شاه لهستان-لیتوانی حمله کرد و او را سگ دیوانه‌ای دانست که لیاقت پادشاهی ندارد. یوهان برای این توهین، محکوم و زندانی شد؛ ولی رسماً متهم به ارتداد نشد.
شورا تصمیم سیاسی در این باره اتخاذ نکرد. اسقف‌نشین ژمایتیا را به مرکزیت مدینینکای تأسیس کرد. پاپ مارتین پنجم کاتولیک شدن یوگایلا و ویتائوتاس (دوک بزرگ لیتوانی) را پذیرفت و آنها را به فرماندهی کل قوا در پسکوف و ولیکی نووگورود منصوب کرد. پس از یک دور مذاکرهٔ بیهوده، جنگ گلوب در سال ۱۴۲۲ آغاز شد. جنگ‌های لهستان-لیتوانی-توتونی برای یک سدهٔ دیگر ادامه یافت.